# Воллі Щерб'як
Волтер Роберт «Воллі» Щерб'як (англ. Walter Robert "Wally" Szczerbiak, нар. 5 березня 1977, Мадрид) — американський професіональний баскетболіст українського походження, що грав на позиціях легкого форварда і атакувального захисника за декілька команд НБА. Гравець національної збірної США. Син баскетболіста Волтера Щерб'яка.

## Ранні роки
Щерб'як народився у Мадриді у родині баскетболіста Волтера Щерб'яка, який виступав у той час за «Реал» та допоміг йому виграти три чемпіонства Євроліги. Після закінчення спортивної кар'єри батька, родина повернулася до Лонг-Айленда, Нью-Йорк. 
Починав грати у баскетбол в команді Колд-спрінг-гарборської школи (Колд-Спрінг-Гарбор, Нью-Йорк), де у випускному класі набирав 36,6 очок за гру.

## Ігрова кар'єра
На університетському рівні грав за команду Маямського університету, що в Огайо (1995–1999). На своєму останньому курсі вивів університетську команду на турнір NCAA, де вона дійшла до 1/8 фіналу. Він також отримав нагороду найкращому гравцю конференції MAC. Закінчуючи університетську кар'єру, став другим в його історії за результативністю з 1,847 очками. 2001 року університет назавжди закріпив за ним ігровий номер 32.
1999 року був обраний у першому раунді драфту НБА під загальним 6-м номером командою «Міннесота Тімбервулвз». 2002 року був включений до складу команди зірок Західної конференції на матч всіх зірок. 13 квітня 2003 року встановив рекорд результативності франшизи у 44 очки за гру, який, щоправда, згодом був побитий низкою гравців. 
26 січня 2006 разом з Майклом Оловоканді та Двейном Джонсом перейшов до складу «Бостон Селтікс» в обмін на Рікі Девіса, Марка Бланта, Маркуса Бенкса та Джастіна Ріда, а також два майбутні драфт-піки другого раунду. Перебування у Бостоні супроводжувалось постійними травмами, тому Щерб'як не затримався там надовго.
2007 року разом з Делонте Вестом та Джеффом Гріном був обміняний до «Сіетл Суперсонікс» в обмін на Рея Аллена та Глена Девіса. У Сіетлі Щерб'як провів півроку.
Останньою ж командою в кар'єрі гравця стала «Клівленд Кавальєрс», до складу якої він приєднався у лютому 2008 року і за яку відіграв півтори сезони. У першому сезоні за «Клівленд» взяв участь у 25 матчах, в яких набирав 8,2 очка та 3,2 підбирання. Наступного сезону набирав 7 очок та 3,2 підбирання.
У серпні 2009 року вів переговори з «Денвер Наггетс» про підписання однорічного ветеранського контракту. Однак, провівши чергову операцію на лівому коліні, лікарі порадили Щерб'яку закінчити спортивну кар'єру, що і сталось.

## Кар'єра на телебаченні
Після завершення ігрової кар'єри Щерб'як успішно працював баскетбольним аналітиком на каналі CBS College Sports. На даний момент — експерт по «Нью-Йорк Нікс» на каналі MSG Network.

## Особисте життя
Щерб'як має українське коріння — його дідусь та бабуся познайомилися у Гамбурзі в таборі для біженців після Другої світової війни. Згодом вони переїхали до Пітсбурга, США.

## Статистика виступів в НБА

### Регулярний сезон
| Сезон              | Команда                 | GP  | GS  | MPG  | FG%  | 3P%  | FT%  | RPG | APG | SPG | BPG | PPG  |
| ------------------ | ----------------------- | --- | --- | ---- | ---- | ---- | ---- | --- | --- | --- | --- | ---- |
| 1999–00            | «Міннесота Тімбервулвз» | 73  | 53  | 29.7 | .511 | .359 | .826 | 3.7 | 2.8 | .8  | .3  | 11.6 |
| 2000–01            | «Міннесота Тімбервулвз» | 82  | 82  | 34.8 | .510 | .338 | .870 | 5.5 | 3.2 | .7  | .4  | 14.0 |
| 2001–02            | «Міннесота Тімбервулвз» | 82  | 82  | 38.0 | .508 | .455 | .831 | 4.8 | 3.1 | .8  | .3  | 18.7 |
| 2002–03            | «Міннесота Тімбервулвз» | 52  | 42  | 35.3 | .481 | .421 | .867 | 4.6 | 2.6 | .8  | .4  | 17.6 |
| 2003–04            | «Міннесота Тімбервулвз» | 28  | 0   | 22.2 | .449 | .435 | .828 | 3.1 | 1.2 | .4  | .0  | 10.2 |
| 2004–05            | «Міннесота Тімбервулвз» | 81  | 37  | 31.6 | .506 | .373 | .855 | 3.7 | 2.4 | .5  | .2  | 15.5 |
| 2005–06            | «Міннесота Тімбервулвз» | 40  | 40  | 38.9 | .495 | .406 | .896 | 4.8 | 2.8 | .5  | .4  | 20.1 |
| 2005–06            | «Бостон Селтікс»        | 32  | 31  | 36.7 | .476 | .393 | .898 | 3.8 | 3.2 | .6  | .1  | 17.5 |
| 2006–07            | «Бостон Селтікс»        | 32  | 19  | 28.1 | .415 | .415 | .897 | 3.1 | 1.7 | .6  | .1  | 15.0 |
| 2007–08            | «Сіетл Суперсонікс»     | 50  | 1   | 23.6 | .460 | .428 | .843 | 2.7 | 1.4 | .3  | .1  | 13.1 |
| 2007–08            | «Клівленд Кавальєрс»    | 25  | 1   | 22.2 | .359 | .365 | .878 | 3.2 | 1.4 | .4  | .3  | 8.2  |
| 2008–09            | «Клівленд Кавальєрс»    | 74  | 5   | 20.6 | .450 | .411 | .849 | 3.1 | 1.1 | .4  | .1  | 7.0  |
| Усього за кар'єру  |                         | 651 | 393 | 30.8 | .485 | .406 | .860 | 4.0 | 2.4 | .6  | .2  | 14.1 |
| В іграх усіх зірок |                         | 1   | 0   | 12.0 | .667 | .667 | .000 | 3.0 | 3.0 | 1.0 | .0  | 10.0 |

### Плей-оф
| Сезон             | Команда                 | GP | GS | MPG  | FG%  | 3P%  | FT%  | RPG | APG | SPG | BPG | PPG  |
| ----------------- | ----------------------- | -- | -- | ---- | ---- | ---- | ---- | --- | --- | --- | --- | ---- |
| 2000              | «Міннесота Тімбервулвз» | 4  | 4  | 23.5 | .400 | .000 | .000 | 2.0 | .5  | .8  | .3  | 6.0  |
| 2001              | «Міннесота Тімбервулвз» | 4  | 4  | 35.8 | .486 | .000 | .800 | 4.5 | 2.5 | 1.3 | .8  | 14.0 |
| 2002              | «Міннесота Тімбервулвз» | 3  | 3  | 43.7 | .477 | .222 | .889 | 7.0 | 2.0 | .7  | .0  | 20.0 |
| 2003              | «Міннесота Тімбервулвз» | 6  | 6  | 42.0 | .475 | .214 | .867 | 5.0 | 2.2 | 1.0 | .2  | 14.5 |
| 2004              | «Міннесота Тімбервулвз» | 12 | 0  | 24.8 | .420 | .345 | .927 | 3.3 | 1.7 | .5  | .2  | 11.8 |
| 2008              | «Клівленд Кавальєрс»    | 13 | 13 | 28.8 | .376 | .323 | .929 | 1.8 | 1.5 | .2  | .1  | 10.8 |
| 2009              | «Клівленд Кавальєрс»    | 12 | 0  | 12.8 | .444 | .167 | .818 | 2.3 | .6  | .2  | .1  | 3.6  |
| Усього за кар'єру |                         | 54 | 30 | 26.8 | .427 | .285 | .882 | 3.1 | 1.4 | .5  | .2  | 10.2 |